# Hypobrycon poi
Hypobrycon poi är en fiskart som beskrevs av Almirón, Casciotta, Azpelicueta och Cione 2001. Hypobrycon poi ingår i släktet Hypobrycon och familjen Characidae. Inga underarter finns listade i Catalogue of Life.